# Phascogale tapoatafa
El fascogalo de cola de cepillo (Phascogale tapoatafa) es un marsupial, de hábitos arbóreos y carnívoros, de la familia Dasyuridae. Se caracteriza por tener un mechón de pelo negro en la punta de la cola. 
Los machos de esta especie no viven más de un año: mueren después de la primera reproducción.